# Ольгерд Бульба
Ольгерд Бульба (біл. Альгерд Бульба; справжнє — Вітовт Станіславович Чиж (біл. Вітаўт Станіслававіч Чыж), 1884, фільв. Антонишки, Ошмянський повіт, Віленська губернія, тепер Островецький район, Гродненська область — 1939, Вільнюс; псевд.: Ян Еленський, Ян Яленьський, Гідальго, Чижук Ошмянський) — білоруський громадський діяч, етнограф, критик і публіцист.

## Біографія
Ольгерд Бульба народився у 1884 році в Ошмянському повіті, Віленської губернії. Навчався в гімназії у Варшаві. У грудні 1905 року заарештований і засуджений за агітацію проти царизму на Ошмянщині. Влітку 1906 року втік до Галичини. Закінчив Львівський політехнічний інститут (1910). Потім повернувся до Вільнюса. У 1908—1911 роках був членом редколегії «Наша нива». Свого часу був активістом Євангельської церкви, займався бізнесом. У 1920-х роках був чиновником Вільнюської польської адміністрації. З 1928 року — віцепрезидент Вільнюса.

## Кар'єра
Автор рецензій, алегоричних оповідань, статей про білоруське музичне життя. Друкувався в «Наша нива» під псевдонімами, з 1911 року друкувався в польських виданнях. Писав відгуки до збірки Янки Купали «Гусляр», «Пісні жалю» Якуба Коласа. Писав про суспільні погляди Вінцента Дуніна-Мартинкевича, його роль в історії білоруської літератури, про поезію Тараса Шевченка. Автор публікацій про постановки Білоруського музично-драматичного гуртка «Білоруська сюїта» Людомира Раговського, етнографічні статті про народні промисли, одяг.
Переклав білоруською мовою твори Миколи Лєскова, Григорія Данилевського, Леоніда Андреєва та ін.

## Твори
- «Кілька слів про дівочий одяг на Білорусі» (біл. «Колькі слоў аб дзявочай апратцы на Беларусі») — Вільнюс, 1911.